# Martin P6M
Die Martin P6M SeaMaster war ein vierstrahliges Flugboot der US Navy von 1956. Es sollte als strategischer Bomber der US Navy mit Nuklearwaffen eingesetzt werden. Aufgrund der hohen Baukosten und der Möglichkeiten, welche die neuen ballistischen Polaris-U-Bootraketen boten, wurde das Projekt 1959 aufgegeben.

## Vorgeschichte
In der Frühphase des Kalten Kriegs wurde der US Air Force die Hauptaufgabe in der Nuklearstrategie der Vereinigten Staaten zugewiesen. Die US Navy sah ihr Prestige und ihren Etat in Gefahr. Der erste Vorstoß, dem entgegenzuwirken, war der Plan zum Bau des Flugzeugträgers United States, der Bomber mit Nuklearwaffen tragen sollte. Er wurde jedoch ein Opfer von Etatkürzungen. Die Navy forderte nun den Bau strategischer Flugboote, da diese schnell zu verlegen und schwer zu orten seien.

## Geschichte
Im April 1951 wurde die Ausschreibung für ein strategisches Flugboot veröffentlicht. Es sollte von maritimen Basen aus 13.600 kg Bomben zu Zielen in max. 2.400 km Entfernung fliegen und in niedriger Höhe Mach 0,9 (1.010 km/h) erreichen können. Consolidated Vultee Aircraft Corporation und Martin legten Entwürfe vor. Martin erhielt den Zuschlag für den Bau von zwei Prototypen. Sechs Vorserienmaschinen sowie 24 Serienflugboote waren geplant.
Martin orientierte sich bei der Entwicklung an zahlreichen Baumerkmalen des Strahlbombers Martin XB-51. Das Flugzeug war stabil gebaut, die Flügelbeplankung erreichte an der Tragflächenwurzel eine Dicke von 25 mm. Der erste Prototyp sollte mit Curtiss-Wright-Turbo-Staustrahltriebwerken ausgestattet werden. Nach Problemen entschied man sich für ein eher konventionelles Allison J71-A-4-Turbojet-Triebwerk. Die Triebwerke wurden paarweise auf die Tragflächen gesetzt. Die Tragflächen waren 40° gepfeilt und leicht nach vorne geneigt. Die rotierenden Bombenschächte waren durch Überdruck gegen eindringendes Seewasser geschützt.
Der Erstflug der XP6M-1 erfolgte am 14. Juli 1955. Dabei zeigte sich, dass die Triebwerke zu dicht am Rumpf montiert waren: Die Nachbrenner verbrannten Rumpfpartien. Am 17. Dezember 1955 stürzte der Prototyp aufgrund eines Ausfalls der Stellantriebs für die Steuerfläche des Höhenruders, wodurch die Maschine in einen Außenlooping nach unten geriet und abstürzte; die vier Besatzungsmitglieder starben. Der zweite Prototyp stürzte am 9. November 1956 
durch einen überlasteten Höhenleitantrieb, wodurch das Flugzeug mit sehr hoher Geschwindigkeit in einen engen Looping geriet. Die Besatzung konnte sich mit Schleudersitzen retten.
Die erste Vorserienmaschine YP6M-1 wurde ein Jahr später fertiggestellt und begann im Januar 1958 mit den Testflügen. Es folgten fünf weitere Vorserienmaschinen, die Testflüge mit voller Waffenbestückung durchführten. Das Programm erwies sich als erfolgreich, die erste Serienmaschine P6M-2 wurde Anfang 1959 ausgeliefert. Sie hatte stärkere Pratt & Whitney J75-P-2-Triebwerke, eine bessere Aerodynamik, ein Cockpit mit besserer Pilotensicht und konnte in der Luft betankt werden. Die Wiederbetankungsanlage wurde in den Bombenschacht eingepasst. Die P6M-2 erreichte Mach 0,9 (1.010 km/h). Diese Geschwindigkeit erreichten nur wenige Flugzeuge dieser Zeit (eine Boeing B-52 der USAF konnte nur 670 km/h in niedriger Höhe erreichen).
Bis Sommer 1959 wurden acht Serienmaschinen der P6M-2 zur Minenverlegung und Aufklärung gebaut und Navy-Besatzungen ausgebildet. Am 21. August 1959 wurde das Programm jedoch gestoppt. Ein bemannter Bomber zum Nuklearwaffentransport war zu teuer geworden. Die P6M hatte die USA rund 400 Millionen US-Dollar gekostet. Von den 8 fertiggestellten Serienmaschinen wurden nur drei geflogen. 
Weitere 16 Maschinen befanden sich in unterschiedlichen Stadien der Fertigstellung. Alle Flugzeuge wurden verschrottet. Einige Teile liegen heute im Glenn L. Martin Museum. Einige Schwimmer wurden von Martin-Mitarbeitern zu einem Katamaran umgebaut.
Die P6M war das letzte Flugzeug der Glenn L. Martin Company. Die Firma scheiterte im zivilen Flugzeugbau und wandte sich dem Bau von Raketen und elektronischen Bauteilen zu. Im Jahr 1961 schloss sich die Glenn L. Martin Company mit der American-Marietta Corporation zur Martin Marietta Corporation zusammen, die wiederum 1995 mit der Lockheed Corporation fusionierte und so die heutige Lockheed Martin bildete.

## Technische Daten

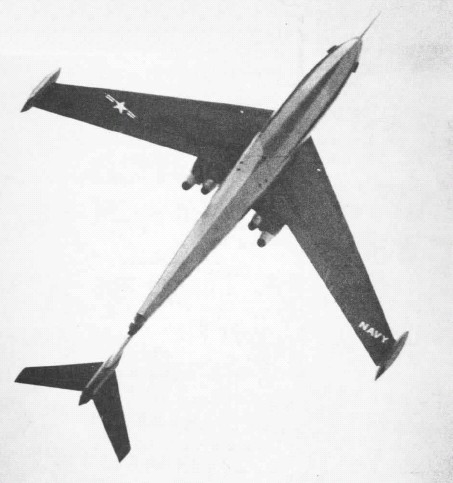
Martin XP6M-1 Seamaster im Überflug

| Kenngröße             | Daten                                                            |
| --------------------- | ---------------------------------------------------------------- |
| Länge                 | 40,84 m                                                          |
| Spannweite            | 31,37 m                                                          |
| Tragflügelfläche      | 180 m²                                                           |
| Höhe                  | 9,88 m                                                           |
| Antrieb               | vier Pratt & Whitney J75-P-2-Turbojet-Triebwerk je 76,5 kN Schub |
| Höchstgeschwindigkeit | 1.010 km/h                                                       |
| Reichweite            | 3.200 km                                                         |
| Besatzung             | 4                                                                |
| Dienstgipfelhöhe      | 12.000 m                                                         |
| Leermasse             | 41.400 kg                                                        |
| Max. Flugmasse        | 88.450 kg                                                        |
| Bewaffnung            | zwei 20-mm-Kanonen im Heck, 14.000 kg Bomben                     |